# Harold Robert Aaron
Harold Robert Aaron (21. lipnja 1921. – 30. travnja 1980.)  bio je general u Američkoj kopnenoj vojsci. General Aaron je dio američke dvorane slavnih obavještajaca.

## Životopis
Rodom iz Indiane, Aaron je diplomirao na West Pointu 1943. godine te je služio u Europi tijekom Drugog svjetskog rata.
Kao pukovnik, Aaron je zapovijedao 5. grupi specijalnih snaga u Vijetnamu od 4. lipnja 1968. do 8. svibnja 1969. Kasnije je promoviran u generala-potpukovnika.